# Station Bescar Lane
Bescar Lane is een spoorwegstation van National Rail in Scarisbrick, West Lancashire in Engeland. Het station is eigendom van Network Rail en wordt beheerd door Northern Rail. Het is gelegen aan de Manchester to Southport Line. Het station is gebouwd in 1855.